# Çağrışan, Mudanya
Çağrışan là một xã thuộc quận Mudanya, tỉnh Bursa, Thổ Nhĩ Kỳ. Dân số thời điểm năm 2011 là 2.645 người.